# Pont del Bolacell
Pont del Bolacell (o del Bolassell) és una obra del municipi de Camprodon a ma comarca del Ripollès inclosa en l'Inventari del Patrimoni Arquitectònic de Catalunya.

## Descripció
És un pont sobre la riera de Salarça de l'antic camí de bast que mena cap a Oix des de Beget, en vint minuts de caminada s'arriba al pont del Bolacell (o del Bolassell). És una construcció medieval, bastida probablement en el decurs del segle xiv. És en estat lamentable, presenta quatre arcs, un de gros flanquejat per dos més petits a mà esquerra i un altre, igualment petit, a la dreta. És de pedra, presenta les baranes enrunades i està sobre la riera de Salarça, afluent de la riera de Beget per la dreta. Es va construir amb pedres poc escairades.

## Història
El pont de Bolacell (o del Bolassell) és una construcció del segle xiv, malgrat que les úniques notícies que se'n posseeixen es remunten a la setzena centúria; consta en un capbreu del mateix nom, transcrit a l'Arxiu Parroquial de Beget.
En un document de l'any 1574 en esmentar els límits de la pairalia del Bolacell (o del Bolassell) es cita textualment en llatí: «…ut affrontat ab Oriente cum Riparia de Bolosso, et partim cum quintanals mansi vestri a meridie cum dicto quintanali partim et partim cum torrente de Conelles ab occidente cum vico publico tendente a Bageto ad Salarsiam et a circio partim cum dicto vico, et partim cum ponte de Bolassello».
El pont va restar molt malmès després de les riuades de l'any 1979, que destruí quasi completament les baranes i el deixà intransitable per als vehicles. Un projecte de restauració anunciat el 2009 va romandre sense conseqüències. El gener de 2019, el Consorci de l'Alta Garrotxa en va endegar la desbrossada de la vegetació de l'estructura i l'entorn, així com unes obres mínimes de preservació obres a les quals es van afegir unes reparacions punctuals del 2020.